# Улица Зорге (Новосибирск)
Улица Зо́рге — улица, расположенная в южной части левого берега города Новосибирска. Находится на юге Кировского района. Является основной улицей Затулинского жилмассива.

## Расположение улицы
Улица Зорге начинается от пересечения с улицей Сибиряков-Гвардейцев и заканчивается строящимся жилмассивом «Рихард».
Условно улицу Зорге можно разделить на два участка: от пересечения с улицей Сибиряков-гвардейцев, до улицы Громова, и от улицы Громова до конца Затулинского жилмассива. В результате пересечения с улицей Громова дорога немного сдвигается на север и улица Зорге похожа на перевернутый знак Z.
Протяженность улицы составляет 2,7 километра, ширина жилой части — 1 километр. Ширина проезжей части — 3 полосы.

## Название улицы
Главная улица Затулинского жилмассива носит имя Героя Советского Союза Рихарда Зорге. Новосибирск имеет косвенное отношение к разведывательной группе Зорге. Анна Клаузен, жена радиста группы Макса Клаузена, носила девичью фамилию Анна Жданкова и родилась в Новониколаевске.
В самом начале улице поставлен монумент разведчику. Однако, здесь рассчитывают установить бюст легендарного героя работы скульптора Владимира Грачева.
Монумент Р. Зорге выполнен из серого камня. Форма — две парусообразные каменные плиты расходятся под тупым углом. В верхней части среза угла — квадратная плитка с портретом Р. Зорге. На правой плите текст: «ЗОРГЕ/ РИХАРД/ 1895—1944 /Советский разведчик /Герой Советского Союза (1964 г.-посмертно) Сообщил дату вторжения и план военных действий немецко-фашистских войск на территории России. 18 октября 1941 года арестован японской полицией. 29 сентября 1943 года приговорен к смертной казни. 7 октября 1944 года казнен». Под текстом — Звезда героя советского Союза и две сплетенные ветки.

## История улицы
На территории ул. Зорге до застройки жилых зон располагались пустыри и болота.
В 1960 годах с южной стороны Памирской улицы (ныне улица Петухова) началось строительство комплекса жилых домов для рабочих заводов, расположенных с северной стороны Памирской улицы. Строительство велось на болотистой почве.
28 июля 1965 г. решением Новосибирского горсовета южной стороне Затулинского жилмассива присвоено наименование «улица имени Зорге» (Левобережье Новосибирска. — Новосибирск: Сибирская горница, 1999. — С. 218).

## Благоустройство и ремонт
В 2010 году были начаты работы по возведению сквера «Кедровый», расположенного сразу за монументом Рихарду Зорге. В 2011 году произведены работы по благоустройству сквера «Кедровый». Сквер «Кедровый» расположен в границах от ул. Зорге до дома № 56 по ул. Зорге. 
На основании постановления от 28.02.2011 № 1661 в 2011 году в Кировском районе произведен ремонт внутриквартальных территорий по следующим адресам:
- ул. Зорге, 8, 10, 11, 13, 32, 42, 69, 71, 79, 97, 105, 121, 131, 117/2, 117/1, 129/2, 181, 189, 209, 209/1, 247, 267, 269, 271;
- внутриквартальный проезд от дома по ул. Зорге, 87, до дома по ул. Петухова, 90;
- внутриквартальный проезд около дома по ул. Петухова, 12/3;
- внутриквартальный проезд от ул. Зорге вдоль дома по ул. Зорге, 32, до въезда на территорию МБОУ «Гимназия N 7»;
- внутриквартальный проезд от ул. Зорге до дома по ул. Зорге, 179;
- внутриквартальный проезд от ул. Зорге до дома по ул. Зорге, 179/1;
- Планируется выполнить ремонт дорог по ул. Зорге (от ул. Громова до к. о. п «Затулинский ж/м»).

## Инфраструктура улицы

### Образовательные учреждения
- 6 общеобразовательных учреждений (Школы № 41, 63, 65, 108, 182, 134, Гимназия № 7 «Сибирская»).
- 10 детских садов (№ 172, 191, 192, 195, 402, 408, 411, 424, 425, Вивере — негосударственный детский сад)
- 2 профессиональных училища (№ 27, 59)
- Новосибирский техникум легкой промышленности и сервиса
- Региональный учебный центр профсоюзов

### Культурные учреждения
- Кинотеатр «Рассвет»

Построен в 80-х годах. Первоначально планировали назвать «Меридиан». Первый фильм, показанный в кинотеатре — «Шляпа». К началу XXI века перестал работать. Позже его отремонтировали и теперь это один из хорошо благоустроенных кинотеатров города. Оснащен звуковой системой Dolby Digital Surround. Зал рассчитан на 543 места, в VIP-зоне 209 мест. Мягкие кресла, расстояние между рядами больше метра. В последнем ряду 10 диванов . Установлена австрийская система микроклимата. В фойе бар, действует первая в Новосибирске электронная, автоматизированная система продажи билетов.
- Затулинский, городок аттракционов

Филиал парка «Бугринская роща». Он расположен в центре Затулинского жилмассива, так что его основные посетители — жители этого микрорайона. Является одним из любимейших мест отдыха жителей Затулинского жилмассива. Помимо самих аттракционов, большей частью предназначенных для развлечения детей, в парке есть зона с клумбами и лавочками. Рядом с парком, за кинотеатром «Рассвет», находится небольшая аллея. Зимой здесь устраивают ледовый городок со снежными фигурами и ледяными горками. Зимой около городка аттракционов часто останавливается передвижной Лунный парк. Летом в городке устраивают развлекательные программы для детей.
- Детский археолого-краеведческий музей «Мастерская предков» (Зорге 78/1)
- МБУ ДОД «Дом детского творчества „Кировский“» (Зорге 78/1)
- Детско-юношеский центр «Молодёжный» (Зорге 239), подразделения «Пламя», «Вымпел», «Кировец», «Олимп».
- МБУ ДОД «Детский оздоровительно-образовательный (профильный) центр „Кировский“»
- Областной центр помощи детям оставшимся без попечения родителей (Зорге 127а)

## Фотогалерея

Монумент Рихарду Зорге, с которого начинается одноимённая улица